# Тобіас Ліндерот
То́біас Ліндеро́т (швед. Tobias Linderoth, МФА: [tʊˈbiːɑs ˈlɪndɛˌruːt], * 21 квітня 1979, Марсель) — колишній шведський футболіст, опорний півзахисник.
Насамперед відомий виступами за англійський «Евертон», данський «Копенгаген», а також національну збірну Швеції.
Дворазовий чемпіон Данії. Чемпіон Туреччини. Володар Суперкубка Туреччини.

## Клубна кар'єра
Вихованець юнацьких команд шведського «Хеслєхольма» та нідерландського «Феєнорда».
У дорослому футболі дебютував 1996 року на батьківщині виступами за команду клубу «Ельфсборг», команду якого тренував його батько, відомий шведський тренер Андерс Ліндерот. Провів у «Ельфсборзі» три сезони, взявши участь у 57 матчах чемпіонату. 
Протягом 1999—2001 років виступав у чемпіонаті Норвегії у складі команди клубу «Стабек». 2001 року молодого шведа помітили скаути англійського «Евертона» і наступні три сезони гравець провів в Ліверпулі. Мав складнощі з потраплянням до основної команди англійського клубу, на регулярній основі почав потрапляти до її складу лише в сезоні 2003–04, який став останнім для його виступів в Англії.
2004 року уклав контракт з данським клубом «Копенгаген», у складі якого провів наступні три сезони. Протягом цих років двічі виборював титул чемпіона Данії.
2007 року перейшов до турецького клубу «Галатасарай». Від самого початку виступів за турецьку команду гравця переслідували травми, за 2,5 роки, проведені у Туреччині, провів у складі «Галатасарая» лише 13 ігор у місцевій Суперлізі. Завершив професійну кар'єру футболіста 2010 року після розірвання контракту з «Галатасараєм».

## Виступи за збірну
1999 року дебютував в офіційних матчах у складі національної збірної Швеції. Протягом кар'єри у національній команді, яка тривала 11 років, провів у формі головної команди країни 76 матчів, забивши 2 голи. 
У складі збірної був учасником чемпіонату світу 2002 року в Японії і Південній Кореї, чемпіонату Європи 2004 року у Португалії, чемпіонату світу 2006 року у Німеччині, а також чемпіонату Європи 2008 року в Австрії та Швейцарії.

## Статистика виступів

### Статистика клубних виступів
| Сезон   | Клуб          | Ліга               | Ігор | Голів |
| ------- | ------------- | ------------------ | ---- | ----- |
| 1996    | «Ельфсборг»   | Супереттан         | 10   | 1     |
| 1997    | «Ельфсборг»   | Супереттан         | 25   | 1     |
| 1998    | «Ельфсборг»   | Аллсвенскан        | 22   | 3     |
| 1999    | «Стабек»      | Тіппеліга          | 23   | 3     |
| 2000    | «Стабек»      | Тіппеліга          | 24   | 4     |
| 2001    | «Стабек»      | Тіппеліга          | 21   | 1     |
| 2001–02 | «Евертон»     | Прем'єр-ліга       | 8    | 0     |
| 2002–03 | «Евертон»     | Прем'єр-ліга       | 5    | 0     |
| 2003–04 | «Евертон»     | Прем'єр-ліга       | 27   | 0     |
| 2004–05 | «Копенгаген»  | Данська Суперліга  | 29   | 0     |
| 2005–06 | «Копенгаген»  | Данська Суперліга  | 29   | 1     |
| 2006–07 | «Копенгаген»  | Данська Суперліга  | 24   | 3     |
| 2007–08 | «Галатасарай» | Турецька Суперліга | 7    | 0     |
| 2008–09 | «Галатасарай» | Турецька Суперліга | 2    | 0     |
| 2009–10 | «Галатасарай» | Турецька Суперліга | 4    | 0     |
| Усього  | Усього        | Усього             | 260  | 17    |

## Титули і досягнення
- Чемпіон Данії (2):

«Копенгаген»:  2005–06, 2006–07
- Чемпіон Туреччини (1):

«Галатасарай»: 2007–08
- Володар Суперкубка Туреччини (1):

«Галатасарай»: 2008